# Brucerolis bromleyana
Brucerolis bromleyana är en kräftdjursart som först beskrevs av Suhm 1874.  Brucerolis bromleyana ingår i släktet Brucerolis och familjen Serolidae. Inga underarter finns listade i Catalogue of Life.